# Hans Gerner (Karikaturist)
Hans Gerner (* 7. Februar 1893 in Bad Griesbach im Rottal; † 10. März 1946 in Aalen) war ein deutscher Lehrer und Karikaturist.

## Leben
Gerner war Volksschullehrer in Crailsheim. Als künstlerischer Autodidakt begann er ab 1922 Holzschnitt-Karikaturen in der Stuttgarter Sonntagszeitung zu veröffentlichen. Seine erste Karikatur erschien in der Nr. 46 des Jahrgangs 1922. Gerner fand in seinen Karikaturen, die das politische Zeitgeschehen aufgriffen, zu einem ganz eigenen, markanten Stil, der die Karikaturen sehr populär machte. Aufgrund der Beliebtheit wurden einige Karikaturen auch zu Mappen und Büchern zusammengefasst, die im Verlag der Sonntagszeitung erschienen. Die Mappen, auf Japanpapier gedruckt, galten in der Inflationszeit 1923/24 sogar als wertbeständige Kapitalanlage bzw. als Zahlungsmittel. Gerner fertigte daneben auch Illustrationen für Stücke des Agitprop-Theaters von Friedrich Wolf.
Im April 1933 wurde Gerner im KZ Heuberg inhaftiert. Nach der Entlassung wurde er nach Nürtingen, später nach Aalen strafversetzt. Um im Schuldienst bleiben zu können, trat er Anfang der 1940er Jahre in die NSDAP ein. 1943 wurde er als Reserveoffizier eingezogen.

## Druckwerke
- Politisches Bilderbuch 1922–1926. Verlag der "Sonntags-Zeitung", Stuttgart [1926].
- Illustrierte Verfassung des Deutschen Reiches vom 11. August 1919. Ein Bilderbuch in Holzschnitten. Verlag der "Sonntags-Zeitung", Stuttgart 1930.
- Das kleine Hitler-Album. Eine Sammlung von Holzschnitten aus der "Sonntags-Zeitung". Verlag der "Sonntags-Zeitung", Stuttgart 1932.